# Maksim Cyhałka
Maksim Cyhałka (biał. Максім Цыгалка, ros. Максим Цыгалко, Maksim Cygałko; ur. 27 maja 1983 w Mińsku, Białoruska SRR, zm. 25 grudnia 2020) – białoruski piłkarz, grający na pozycji napastnika.

## Kariera
Wychowanek Dynama-Juni Mińsk, skąd trafił do pierwszej kadry zespołu. W Dynamie rozegrał pięć sezonów, podczas których przebył drogę od rezerwowego po gwiazdę zespołu. W wieku 20 lat był przymierzany do gry w Szynniku Jarosławl oraz Maritimo Funchal, jednak pozostał w Mińsku. Również jeszcze jako bardzo młody gracz zadebiutował w reprezentacji narodowej swojego kraju. W wieku 23 lat odchodzi z Dynama i wzmacnia klub z bogatym sponsorem i aspiracjami - Naftan Nowopołock. Tam jednak nie wiedzie mu się za dobrze i wkrótce zostaje wypożyczony do kazachskiej drużyny Kaisar Kyzyłorda, gdzie powoli wraca do formy. W roku 2008 przenosi się do Armenii, gdzie zalicza epizod w Banance Erywań, dla którego w trzech meczach zdobywa dwie bramki.

## Osiągnięcia
- Puchar Białorusi – z Dynamem Mińsk (2003)
- Mistrzostwo Białorusi – z Dynamem Mińsk (2004)